# Mansour Ouro-Tagba
Mansour Ouro-Tagba (* 17. Dezember 2004 in New York City) ist ein togoisch-amerikanischer Fußballspieler. Er spielt bei der zweiten Mannschaft des VfB Stuttgart und ist togoischer Nationalspieler.

## Karriere

### Im Verein
Ouro-Tagba wurde am 17. Dezember 2004 als Sohn togoischer Eltern in New York City geboren und zog im Alter von drei Monaten mit seiner Familie nach München, wo er im Stadtbezirk Milbertshofen-Am Hart aufwuchs. Nach seinen Anfängen in der Jugend des SV Olympiadorf-Concordia wechselte er im Sommer 2013 in die Jugendabteilung des TSV 1860 München. Für seinen Verein bestritt er vier Spiele in der B-Junioren-Bundesliga Süd/Südwest und 16 Spiele in der A-Junioren-Bundesliga Süd/Südwest, bei denen ihm insgesamt neun Tore gelangen. Nachdem er seit Herbst 2021 schon zu Einsätzen in der zweiten Mannschaft in der fünftklassigen Bayernliga gekommen war, kam er auch für die erste Mannschaft zu seinem ersten Einsatz im Profibereich in der 3. Liga, als er am 30. April 2023, dem 34. Spieltag, bei der 0:2-Auswärtsniederlage gegen den 1. FC Saarbrücken in der 46. Spielminute für Fabian Greilinger eingewechselt wurde.
Zur Saison 2024/25 wurde Ouro-Tagba vom Zweitligisten 1. FC Köln verpflichtet. Da er aufgrund einer Transfersperre für den Bundesliga-Absteiger erst ab Januar 2025 spielberechtigt gewesen wäre, wurde er umgehend für die gesamte Spielzeit an den Ligakonkurrenten SSV Jahn Regensburg ausgeliehen. Bei den Regensburgern kam er unter Joe Enochs und dessen Nachfolger Andreas Patz bis zur Winterpause nur zu neun Einwechslungen in der Liga und einem Kurzeinsatz im DFB-Pokal. Zudem spielte er einmal für die zweite Mannschaft in der Bayernliga. Die Leihe wurde daher im Januar 2025 beendet und Ouro-Tagba in die zweite Mannschaft integriert, die in der viertklassigen Regionalliga West spielt.
Am 9. August 2025 wechselte Ouro-Tagba zunächst auf Leihbasis zur zweiten Mannschaft des VfB Stuttgart.

### In der Nationalmannschaft
Ouro-Tagba besitzt die togoische und US-amerikanische Staatsbürgerschaft. Am 26. März 2024 debütierte er in der togoischen Nationalmannschaft, als er bei einem 1:1-Unentschieden im Testspiel gegen Libyen in der Schlussphase eingewechselt wurde.